# Bob Wallace (Testfahrer)
Bob Wallace (* 4. Oktober 1938 in Auckland, Neuseeland; † 19. September 2013 in Phoenix, USA) war ein neuseeländischer Automechaniker und -restaurator, der vor allem durch seine Tätigkeit für den italienischen Sportwagenhersteller Lamborghini bekannt wurde. Wallace war der erste Testfahrer des 1963 gegründeten Unternehmens und hatte eine Schlüsselfunktion bei der Entwicklung von Lamborghinis frühen Zwölfzylindersportwagen.

## Biografie

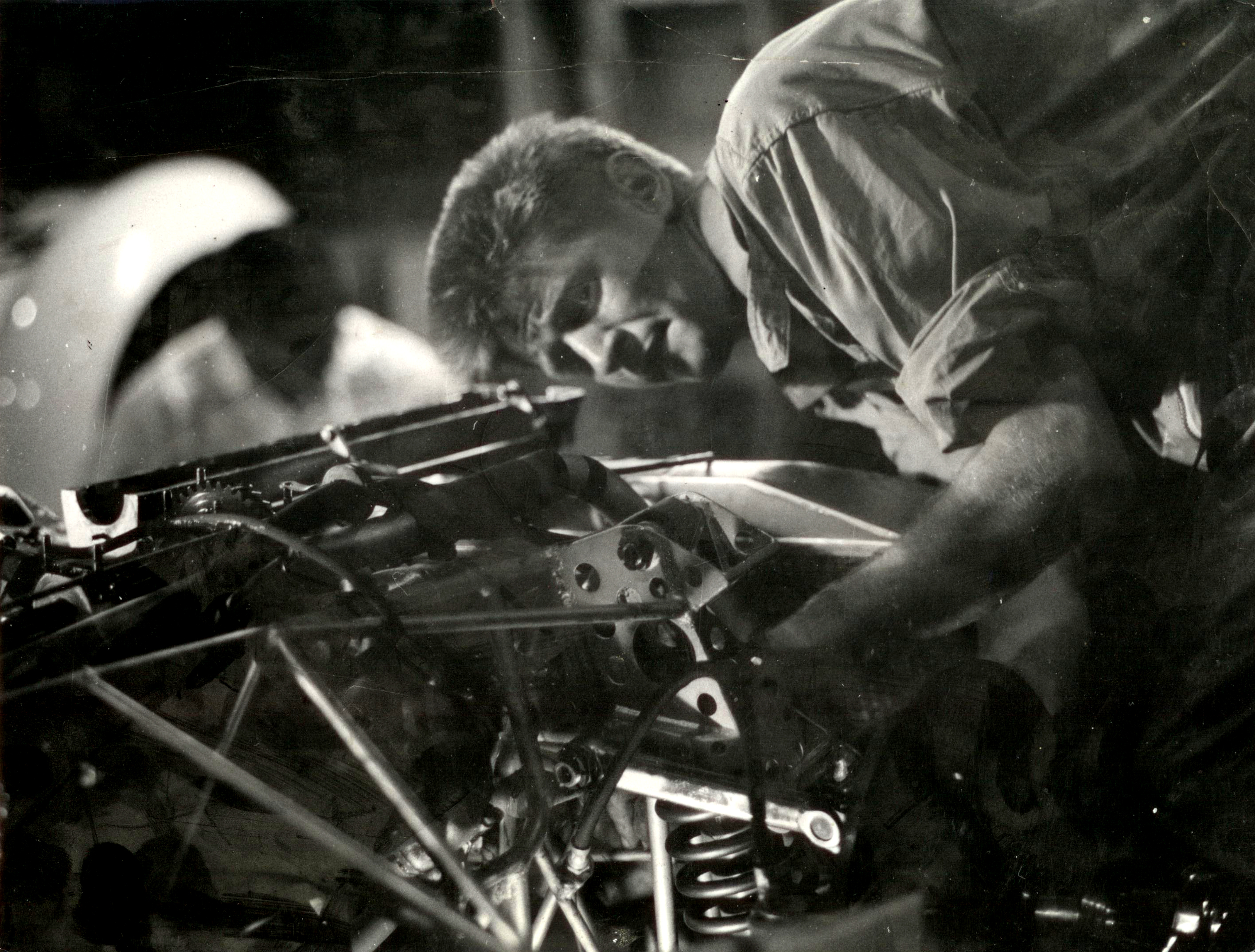
Bob Walace bei der Arbeit an einem Maserati Birdcage

### Anfänge als Rennmechaniker
Wallace arbeitete in den 1950er-Jahren in Neuseeland als Mechaniker für unterschiedliche regionale Motorsportteams. 1960 übersiedelte er nach Europa. Zunächst war Wallace als Mechaniker für Colin Chapmans Team Lotus tätig, bevor er 1961 nach Italien ging. Seine erste Anlaufstelle war das von dem US-Amerikaner Lloyd Casner gegründete Team Camoradi Racing. Wallace bereitete Casners Maserati Birdcage unter anderem für das 1000-Kilometer-Rennen auf dem Nürburgring im Mai 1961 vor, das der Camoradi-Teamchef gewann. Wenig später wechselte Wallace zur Scuderia Ferrari, für die er als Chefmechaniker den Ferrari 156 betreute, mit dem Phil Hill in diesem Jahr Formel-1-Weltmeister wurde.

### Lamborghini

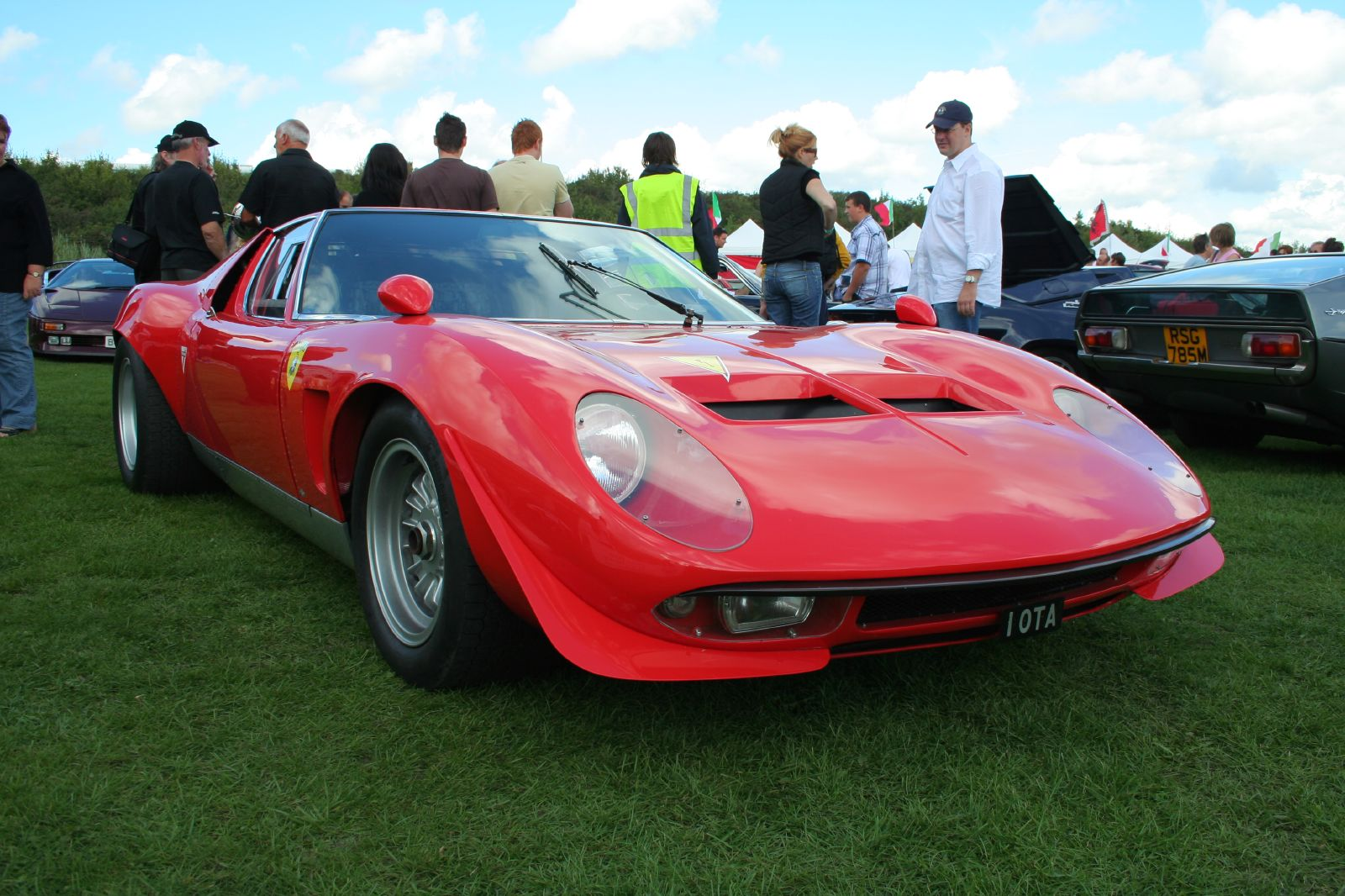
Replica des Lamborghini Miura Jota

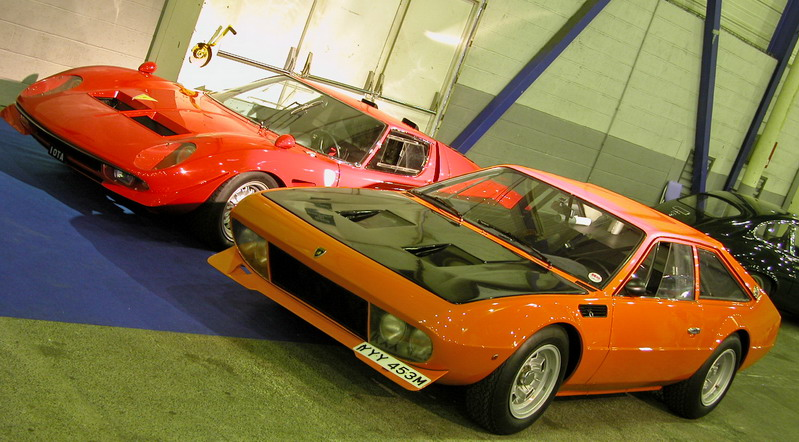
Lamborghini Jarama „Bob“

Im Herbst 1963 wurde Wallace vom Traktorfabrikanten Ferruccio Lamborghini unter Vertrag genommen, der kurz zuvor eine eigene Sportwagenmarke gegründet hatte. Wallace war einer der ersten Mechaniker im neu aufgebauten Werk. Er war daran beteiligt, den von Giotto Bizzarrini entworfenen Lamborghini-Zwölfzylindermotor, der für den Alltagsbetrieb untauglich war, so zu überarbeiten, dass Lamborghini die Serienproduktion aufnehmen konnte. Etwas später leitete Wallace die Montage der ersten Lamborghini 350 GT. 
Ab 1964 übernahm Wallace, der zwar Erfahrung im Abstimmen von Rennwagen hatte, selbst aber nie als Fahrer an Motorsportwettbewerben teilgenommen hatte, auch die Funktion des Testfahrers für Lamborghini. Nach eigenen Worten kam er zufällig zu dieser Aufgabe, „weil Lamborghini keinen anderen hatte“. Damit übernahm Wallace praktisch einen wesentlichen Teil der Fahrwerksentwicklung und -abstimmung. Wallace hatte bei Lamborghini diesbezüglich freie Hand: Seine Empfehlungen, die auf Hochgeschwindigkeitstestfahrten auf öffentlichen Straßen in der italienischen Terra dei Motori beruhten, wurden unverändert in die Serienproduktion übernommen. So wurde er zu einer der einflussreichsten Personen vor allem bei der Entwicklung des Mittelmotor-Sportwagens Miura. Wallace beeinflusste insbesondere die Entstehung der extrem sportlichen Sonderversion Jota, die ein Einzelstück blieb und später bei einem Unfall zerstört wurde, und des in wenigen Exemplaren hergestellten Miura SV. Außerdem entstand auf seine Initiative der Jarama Sport (Alternativbezeichnung: „Jarama Bob“), eine renntaugliche Version des Gran-Turismo-Modells Jarama, das ein Einzelstück blieb, sowie das ebenfalls als Unikat verwirklichte Modell Urraco „Bob“.
Nachdem Ferruccio Lamborghini sein Unternehmen 1974 verkauft hatte, trennte sich Wallace 1975 nach 12 Jahren von Lamborghini. Sein Nachfolger bei Lamborghini war Valentino Balboni.

### Sportwagenrestaurator
Nach einem kurzen Aufenthalt in Neuseeland ließ sich Wallace 1977 in den USA nieder. In Pheonix gründete er eine Automobilwerkstatt, die auf Fahrzeuge von Lamborghini und Ferrari spezialisiert war. Zu den Leistungen des Unternehmens gehörte die Betreuung älterer und klassischer Fahrzeuge dieser Marken. Wallace restaurierte die Fahrzeuge nach Kundenwunsch und bereitete sie für die Teilnahme an Oldtimerrennen vor. 